# Conero (vino)
Conero è un vino rosso a DOCG prodotto nella zona del Monte Conero in provincia di Ancona . Fino al 2004 era la tipologia  "riserva" della DOC Rosso Conero.

## Zona di produzione
La zona di produzione delle uve comprende l'intero territorio comunale di Ancona, Offagna, Camerano, Sirolo, Numana e parte dei comuni di Castelfidardo ed Osimo.

## Storia
Abitato da Piceni, Etruschi e esuli siracusani, il territorio rivela tracce dell'attività vitivinicola dal ritrovamento a Matelica di circa 200 vinaccioli di Vitis Vinifera in una tomba del VII sec. a.c.. Più recentemente Plinio il Vecchio descrisse un centinaio di varietà di viti coltivate nell'area Picena e citò il vino "Pretoriano" prodotto nell'Anconetano.  Lo scrittore e gastronomo Marco Gavio Apicio ricordò un vino "anconetanum", rosso e piuttosto corposo.

## Tecniche di produzione
i vigneti iscritti sono anche idonei alla produzione del vino a denominazione di origine controllata Rosso Conero.
Le operazioni di vinificazione devono essere effettuate nei comuni della zona di produzione e nelle località «Barcaglione» e «Guastuglia» del comune di Falconara Marittima; possono operare anche le aziende presenti in altre aree della provincia che già avevano vigneti nella zona delimitata iscritti alla Doc e operano in cantine situate nelle vicinanze.
È ammessa la dolcificazione.
Il confezionamento va effettuato in bottiglie di vetro di tipo bordolese, di vetro scuro e chiuse con tappo di sughero raso bocca.

## Disciplinare
La DOC è stata approvata con DPR 21.07.1967 G.U.210

La DOCG è stata riconosciuta con DM 01.09.2004 G.U. 212

Successivamente il disciplinare ha subito le seguenti modifiche:
- DM DM 28.05.2009 G.U. 135
- DM 30.11.2011 G.U. 295
- DM 12.07.2013 Pubblicato sul sito ufficiale del Mipaaf
- DM 7.03.2014 Pubblicato sul sito ufficiale del Mipaaf

La versione in vigore è stata approvata con DM 07.03.2014  pubblicato sul sito ufficiale del Mipaaf

## Tipologie

### Conero
Il disciplinare prevede la possibilità di produrre il vino anche in versione riserva, ma non stabilisce alcun parametro.
| uvaggio                        | Montepulciano minimo 85%; Sangiovese massimo 15%. |
| titolo alcolometrico minimo    | 12,50%                                            |
| acidità totale minima          | 4,50 g/l.                                         |
| estratto secco minimo          | 24,00 g/l                                         |
| resa massima di uva per ettaro | 90 q.                                             |
| resa massima di uva in vino    | 70%                                               |
| invecchiamento                 | 2 anni                                            |

#### Caratteristiche organolettiche
Colore decisamente granato, con sentori olfattivi scuri di ribes, pepe nero, sottobosco, cannella, tabacco, cacao. In bocca la struttura diventa imponente senza lesinare alcunché all'eleganza, con un tannino deciso ma levigato.

#### Abbinamenti consigliati
Arrosto di agnello, lasagnette alla lepre, brasato di manzo, selvaggina da piuma, cinghiale, formaggi stagionati; ottimi soprattutto gli abbinamenti con i prodotti locali certificati vincisgrassi, casciotta d'Urbino, formaggio di fossa e prosciutto di Carpegna.